# Kim (Colorado)
Kim é uma cidade  localizada no estado americano de Colorado, no Condado de Las Animas.

## Demografia
Segundo o censo americano de 2000, a sua população era de 65 habitantes.
Em 2006, foi estimada uma população de 66, um aumento de 1 (1.5%).

## Geografia
De acordo com o United States Census Bureau tem uma área de
0,8 km², dos quais 0,8 km² cobertos por terra e 0,0 km² cobertos por água.

## Localidades na vizinhança
O diagrama seguinte representa as localidades num raio de 72 km ao redor de Kim.